# NGC 1367
NGC 1367 (другие обозначения — NGC 1371, IRAS03327-2505, ESO 482-10, UGCA 79, MCG -4-9-29, AM 0332-250, PGC 13255) — спиральная галактика с перемычкой (SBa) в созвездии Печи. Открыта Уильямом Гершелем в 1784 году.
Этот объект занесён в «Новый общий каталог» дважды, с обозначениями NGC 1367 и NGC 1371. Он входит в число перечисленных в оригинальной редакции «Нового общего каталога». 
Галактика удалена на расстояние около 20,7 мегапарсек. В ядре галактики происходят активные процессы звездообразования
13 ноября 2005 года в галактике была зарегистрирована вспышка сверхновой, получившей обозначение SN 2005ke.

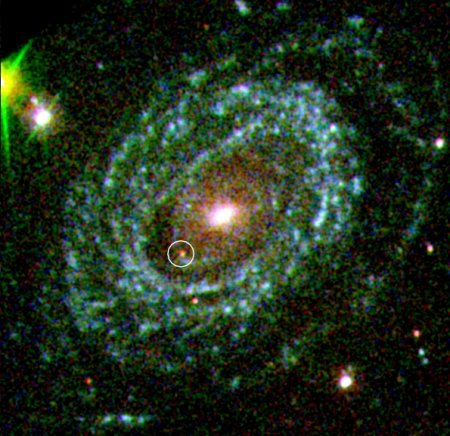
Сверхновая SN 2005ke (обведена кружком) на изображении галактики NGC 1367, полученном на космической обсерватории Swift

Галактика NGC 1371 входит в состав группы галактик NGC 1395. В группу входят несколько десятков галактик, в том числе NGC 1315, NGC 1325, NGC 1331, NGC 1332, NGC 1347, NGC 1353, NGC 1371, NGC 1367, NGC 1377, NGC 1385, NGC 1395, NGC 1401, NGC 1414, NGC 1415, NGC 1422, NGC 1426, NGC 1438, NGC 1439, IC 1952, IC 1953, IC 1962.
На изображении DSS объект представляет собой слегка наклонённую спиральную галактику с перемычкой. Яркое слегка вытянутое ядро пересекается очень короткой перемычкой. Перемычка соединена с широкими спиральными рукавами, имеющими гладкую структуру. Галактика вытянута в направлении с юго-востока на северо-запад. На внешнюю оболочку на расстоянии 1,4′ к юго-юго-востоку проецируется слабая звезда поля. Фотографии высокого разрешения в синей области спектра показывают значительные признаки звездообразования и многочисленные области HII во внешних спиральных рукавах. Визуально в любительский телескоп видна только центральная область этой большой спиральной галактики, но она достаточно яркая и хорошо видна при увеличении как слегка овальный объект, ориентированный примерно в направлении с востока на запад. К центру яркость увеличивается, но яркое ядро не видно. Внешняя оболочка туманная, слабая и плохо очерченная. Радиальная скорость: 1366 км/с. Расстояние: 61 млн световых лет. Диаметр: 103 000 световых лет.